# Đường sắt Sài Gòn – Mỹ Tho
Đường sắt Sài Gòn – Mỹ Tho là tuyến đường sắt đầu tiên của Việt Nam cũng là tuyến đường sắt đầu tiên của Đông Dương, được xây dựng vào năm 1881. Tuyến đường sắt này có chiều dài hơn 70 km và tổng kinh phí gần 12 triệu franc. Mọi vật liệu để xây dựng tuyến đường sắt này đều được chở từ Pháp sang. Đây cũng là tuyến đường sắt thứ hai được người Pháp xây dựng ở nước ngoài, sau tuyến đường sắt dài khoảng 13 km đầu tiên đặt tại Pondichéry là khu vực thương điếm của Pháp tại Ấn Độ, được xây vào tháng 12 năm 1879.

## Lịch sử
Ngày 12 tháng 11 năm 1880, nhằm khai thác triệt để các nguồn tài nguyên của Nam Kỳ, Hội đồng thuộc địa Nam kỳ đã nhượng quyền xây dựng và khai thác tuyến đường sắt đầu tiên ở Việt Nam cho nhà thầu tư nhân Joret. Đầu năm 1881, nhà thầu Joret bắt tay vào xây dựng tuyến đường sắt đi từ Sài Gòn đến các tỉnh Đồng bằng sông Cửu Long. Tuyến đường sắt từ Sài Gòn tới Mỹ Tho đã được xây dựng với chiều dài hơn 70 km. Chi phí dự kiến của công trình hơn 12 triệu franc với vật liệu được đưa từ Pháp sang. Đến giữa năm, mọi dự trù đã hoàn tất và công trường đi vào hoạt động. Việc tổ chức xây dựng tuyến đường sắt khá quy mô, khẩn trương, với hơn 11.000 lao động của cả Pháp và Việt Nam. Trong đó phía Pháp chủ yếu các sĩ quan công binh cùng kỹ sư, còn các lao động thủ công là người Việt.

### Hình thành

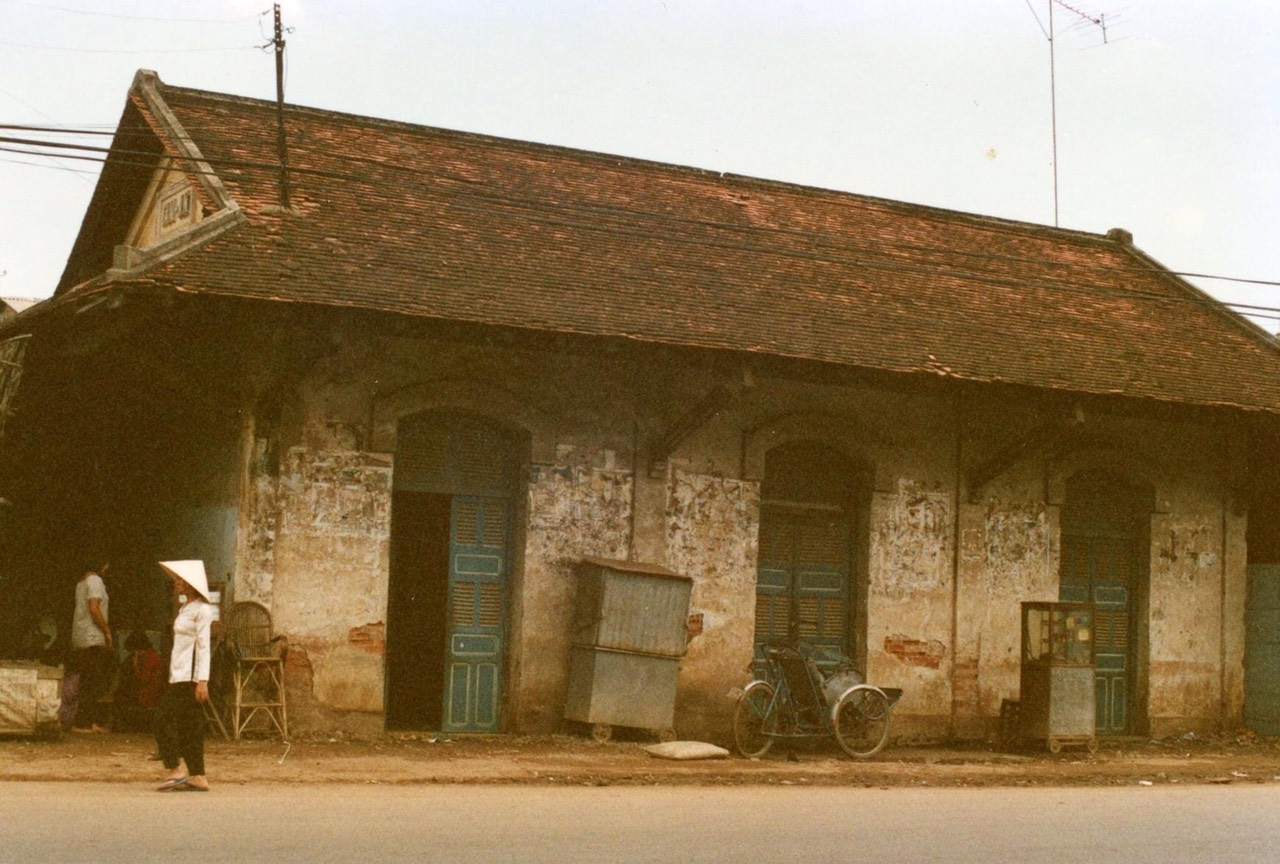
Ga xe lửa Tân An

Do đặc điểm của vùng Nam Kỳ Lục tỉnh phần lớn là sông nước, nên phần lớn con đường mà tuyến đường sắt đi xuyên qua là đất thấp và bùn lầy. Việc phải gia cố nền đường đã làm mất thêm nhiều thời gian. Tuyến đường cũng đi qua những cánh đồng lớn hoặc một số khu dân cư. Một vấn đề nan giải mà tuyến đường sắt gặp phải là có hai con sông ngăn cách. Do vậy, vừa thi công công trình, nhà thầu Pháp vừa đặt hãng Eiffel khi đó chế tạo nên 2 cây cầu gồm cầu sắt Bến Lức (bắc qua sông Vàm Cỏ Đông) và cầu Tân An (bắc qua sông Vàm Cỏ Tây) cho xe lửa qua sông. Thế nhưng 4 năm sau, khi đã đưa tuyến đường sắt vào hoạt động các cây cầu vẫn chưa hoàn thành. Do đó để đưa tàu hoả vượt qua sông lớn các toa tàu đã được tạm tách rời để đưa lên phà qua sông, sau đó lại được nối rồi cho chạy tiếp. Loại phà được dùng chạy bằng máy hơi nước chở hơn 10 toa xe. Trên phà có lắp đường ray và các thiết bị để nối đường ray trên mặt đất với ray của phà. Hình ảnh đoàn xe lửa dài chạy xì khói kêu ầm ầm trên 2 thanh sắt và hình ảnh chiếc phà đưa xe lửa qua sông đã khiến người dân Việt thời đó rất thích thú và ngưỡng mộ. Xe lửa phải qua phà đến tháng 5 năm 1886, sau khi 2 cầu sắt (dài 550m và 133m) được hoàn thành thì chấm dứt, xe lửa có thể đi một mạch từ Sài Gòn đến Mỹ Tho mà không cần phải di chuyển các toa tàu lên phà nữa.

### Hoạt động

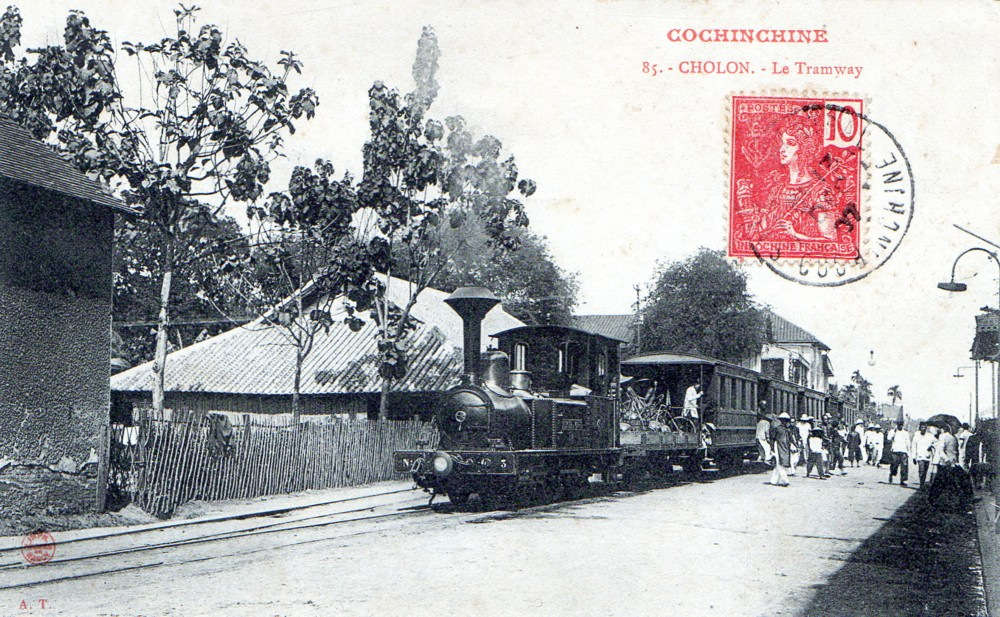
Ga Chợ Lớn, năm 1905

Ngày 20 tháng 7 năm 1885, đánh dấu sự ra đời của ngành Đường sắt Việt Nam khi chuyến tàu đầu tiên xuất phát từ ga Sài Gòn (đầu đường Hàm Nghi ngày nay, sau này khi ga dời về vị trí trước chợ Bến Thành thì tuyến đường sắt được nắn lại và tuyến đường sắt đi vào vị trí của hẻm 136 của đường Bùi Thị Xuân ngày nay, còn đoạn đường sắt cũ đi vào nhà ga cũ ở đầu đường Hàm Nghi thì biến thành đường Lê Thị Riêng và Phạm Hồng Thái ngày nay, đoạn đường sắt ở Hàm Nghi được cải tạo thành đường ray của tuyến đường xe điện Sài Gòn) vượt sông Vàm Cỏ Đông đến ga cuối cùng tại trung tâm thành phố Mỹ Tho.
Tuyến đường sắt có tất cả 15 ga. Từ ga Sài Gòn, tức Công viên 23 tháng 9 hiện nay, đi qua An Đông, Phú Lâm, An Lạc, Bình Điền. Khi qua Quốc lộ 1, xe lửa dừng lại ở các ga: Bình Điền, Bình Chánh, Gò Đen, Bến Lức, Cầu Voi, Tân An, Tân Hương, Tân Hiệp, Trung Lương và đến ga cuối Mỹ Tho nằm gần sông Tiền, gần tượng đài Thủ Khoa Huân ngày nay.

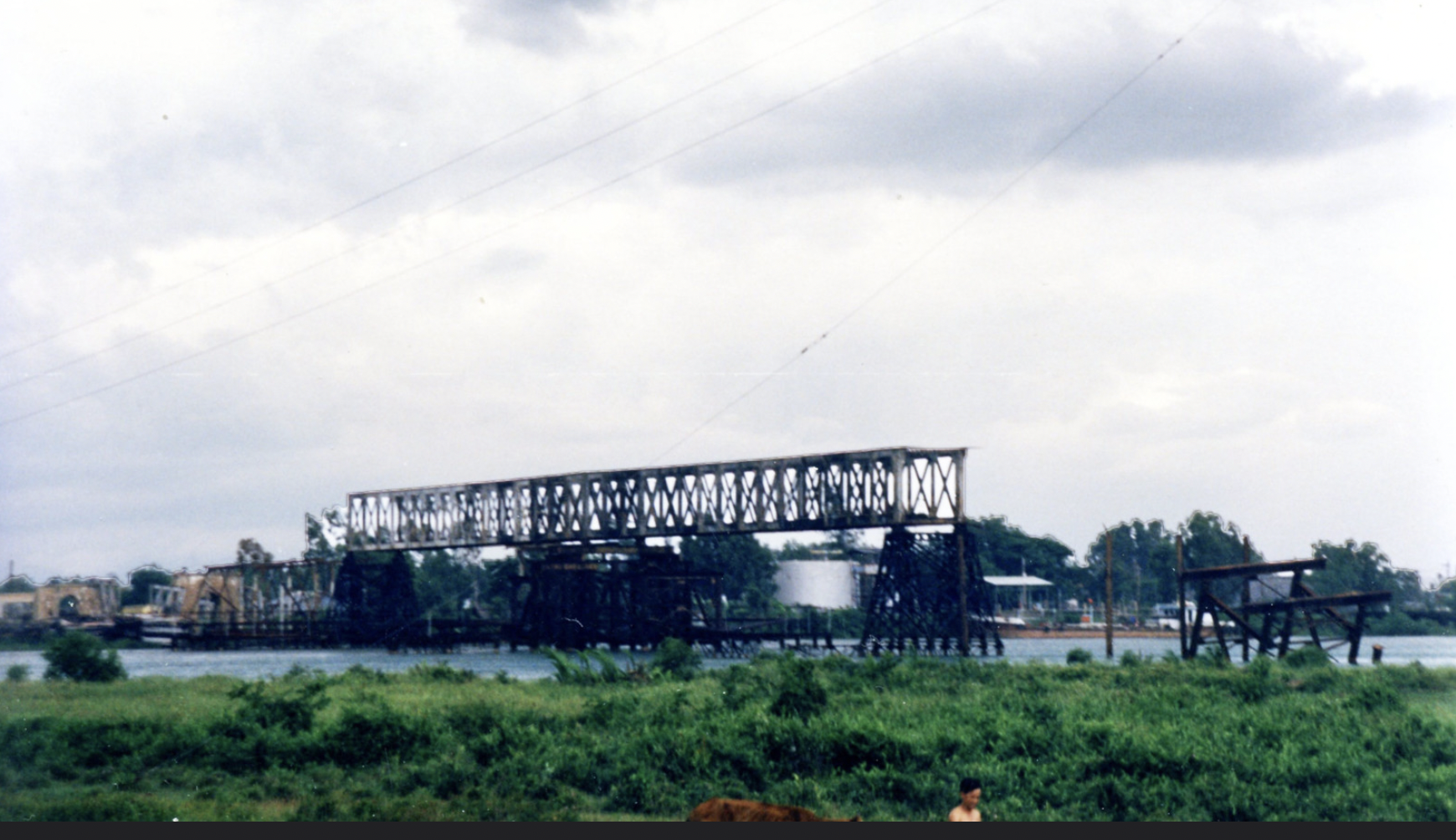
Cầu sắt Bến Lức (đã tháo dỡ)

Thời gian đầu, xe lửa Sài Gòn – Mỹ Tho sử dụng đầu kéo là máy hơi nước. Xe lửa chạy nhanh hay chậm bất thường. Khi lên dốc qua cầu, nhiều lúc nồi không đủ hơi để chạy lên nên có khi bị tuột xuống. Năm 1896, tuyến đường được đầu tư các đầu máy loại mới 220-T-SACM có công suất kéo mạnh hơn.
Thời gian đi hết toàn tuyến khoảng 2 tiếng 30 phút. Càng về sau được rút ngắn chưa tới 2 tiếng. Tốc độ trung bình khoảng 37 km/h, cao hơn nhiều so với các phương tiện phổ thông của người Việt thời đó.
Năm 1896, tổng lãi thu được từ tuyến đường sắt là 3,22 triệu francs, đến năm 1912 thì số lãi còn cao hơn đến 4 triệu francs. Sau khi đã hoạt động được ba năm, trước sự phát triển và lợi nhuận thu về của tuyến đường sắt này, thống đốc Nam kỳ sau những tranh cãi đã quyết định đền bù cho nhà thầu Joret là 315.755 Franc để lấy lại quyền khai thác của hãng này. Từ ngày 1 tháng 10 năm 1888, tuyến Sài Gòn - Mỹ Tho do nhà nước khai thác. Nhưng chỉ một năm sau, tuyến đường lại được giao cho Tổng công ty Tàu điện hơi nước Nam kỳ (SGTVC), lúc đó đang vận hành khá tốt tuyến xe lửa ngắn, sau là xe điện, trong nội thành Sài Gòn - Chợ Lớn. Năm 1911, tuyến đường sắt trở về kiểm soát của chính quyền thuộc địa với sự quản lý của Cơ quan đường sắt không nhượng.

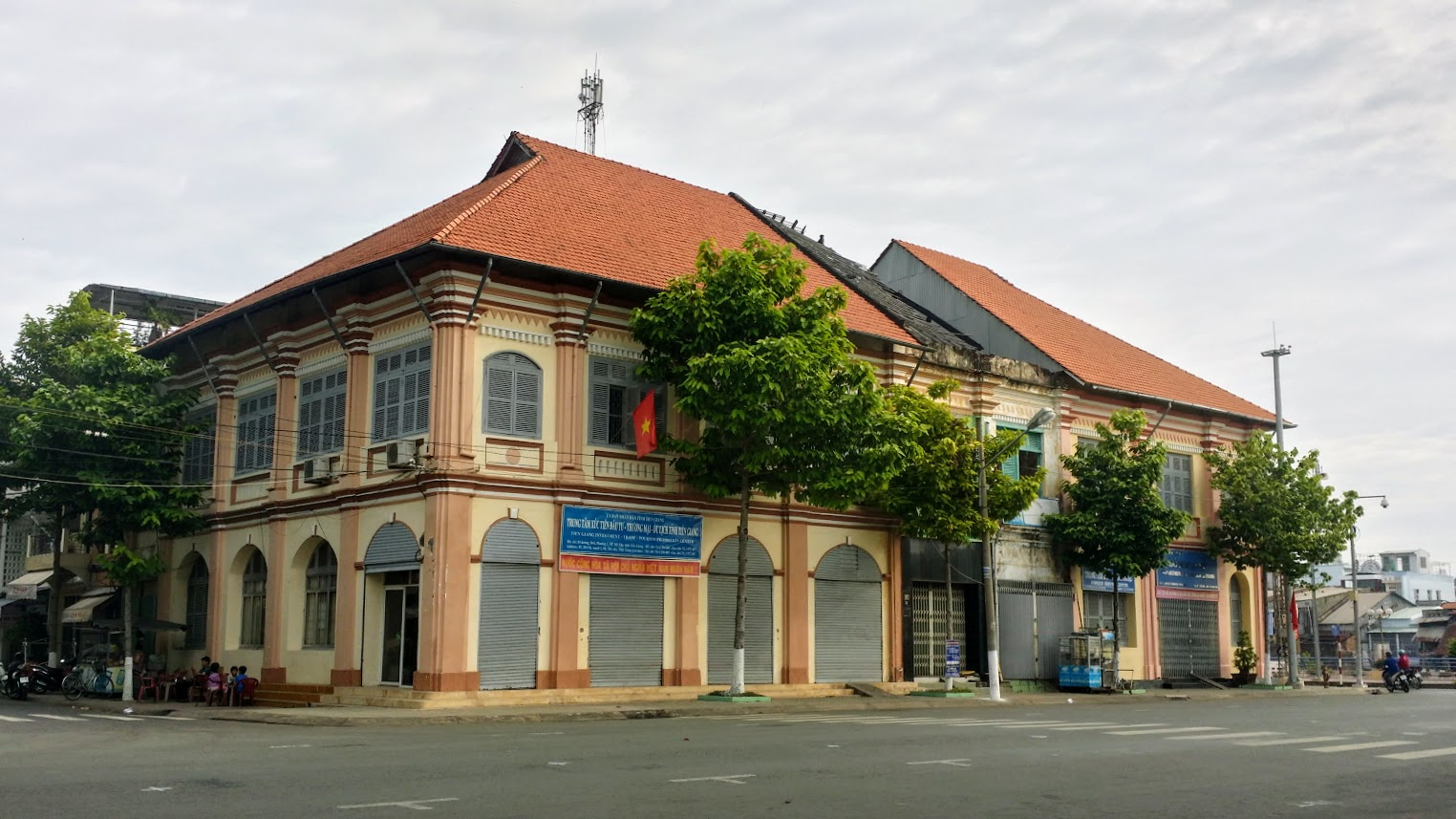
Nhà ga Mỹ Tho cũ của tuyến Đường sắt Sài Gòn - Mỹ Tho, nay là Sở Ngoại vụ Thành phố Mỹ Tho.

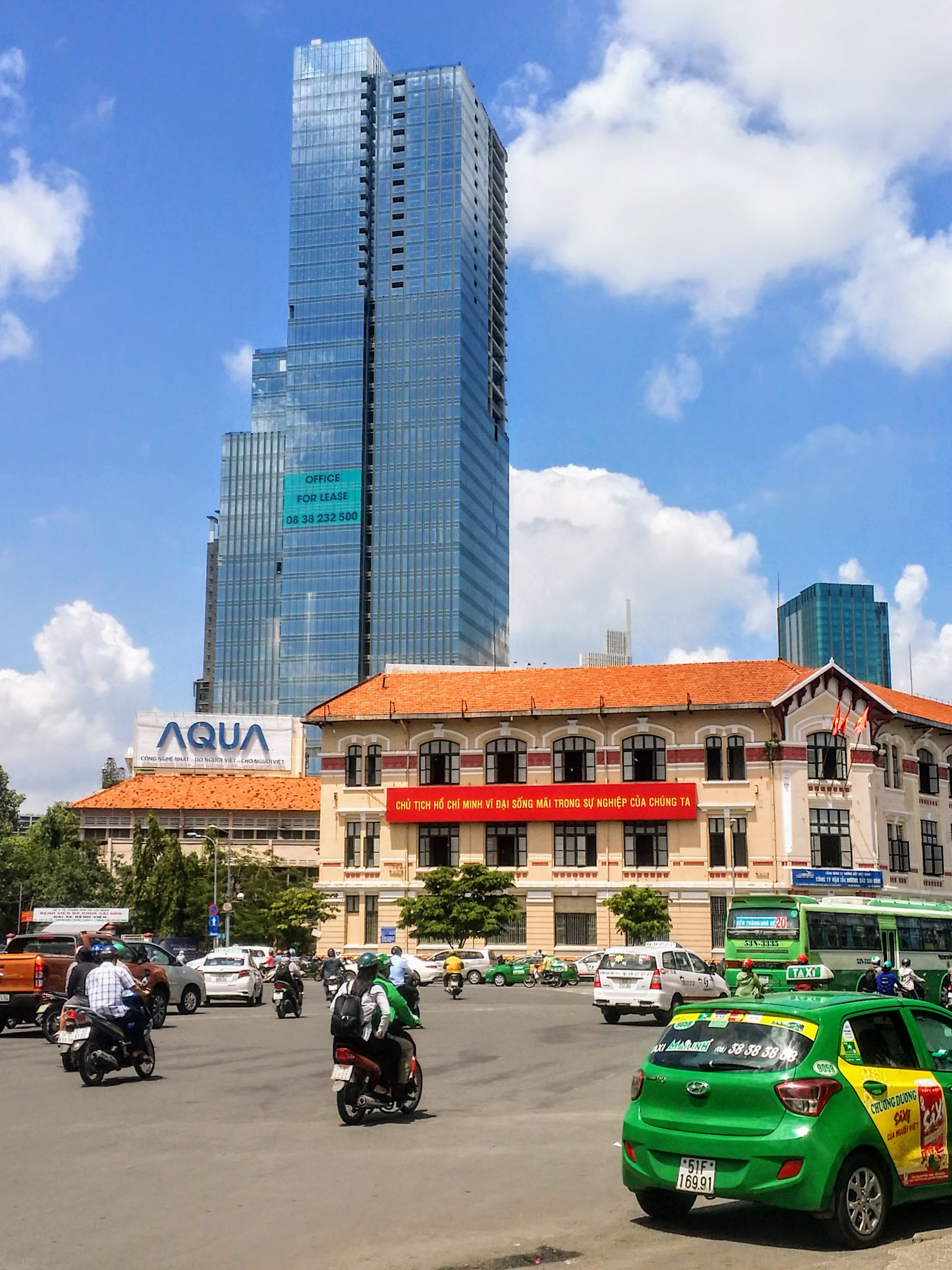
Nhà ga Sài Gòn cũ của tuyến Đường sắt Sài Gòn - Mỹ Tho, nay là Công ty Vận tải Đường sắt Sài Gòn.

### Đóng cửa và dự án ngày nay
Tuyến Đường sắt Sài Gòn – Mỹ Tho hoạt động đến thập niên 50 của thế kỷ 20. Thời kỳ này xe hơi phát triển mạnh. Hệ thống đường bộ Sài Gòn - Mỹ Tho cũng được đầu tư như xa lộ nên người dân chuyển dần sang đi đường bộ để thuận lợi hơn. Có những ngày cả đoàn tàu chỉ có vài chục người đi dẫn đến thua lỗ. Năm 1958, tuyến đường sắt này đã bị chính quyền Ngô Đình Diệm cho ngưng hoạt động, kết thúc 73 năm tồn tại.
125 năm sau, tuyến đường sắt xưa nhất Đông Dương được Bộ Giao thông Vận tải (Việt Nam) xây dựng lại với nhiều tranh luận căng thẳng. Dự án này do Cục Đường sắt Việt Nam làm chủ đầu tư và tư vấn là Công ty Tư vấn thiết kế giao thông phía Nam (Tedi South) đang được thực hiện ở giai đoạn báo cáo đầu tư. Dự kiến, tuyến đường sắt Sài Gòn – Mỹ Tho mới này sẽ có chiều dài 87 km, sử dụng thanh ray khổ 1m, đi qua Bình Dương, Thành phố Hồ Chí Minh, Long An, Tiền Giang. Dự án có tổng mức đầu tư hơn 7.000 tỉ đồng.
Tuy nhiên sau đó, dự án đã bị bỏ và thay thế bằng dự án đường sắt cao tốc Thành phố Hồ Chí Minh – Cần Thơ với chiều dài 139 km, đi từ ga Tân Kiên (Thành phố Hồ Chí Minh) đến ga Cần Thơ (Cần Thơ), sử dụng khổ ray 1,435m với tốc độ tàu khách trên 200 km/h và tàu hàng dưới 200 km/h.

### Dấu ấn lịch sử
Tuyến đường sắt Sài Gòn - Mỹ Tho đã giúp thay đổi tư duy giao thông của người Việt ở cuối thế kỷ 19 khi trước đây chỉ di chuyển bằng hai phương tiện chính bằng ngựa trên bờ và ghe thuyền dưới nước.
Nhiều câu thơ, vè được người dân Nam bộ truyền miệng lại đã phác thảo cảnh ga Bến Thành trên tuyến xe lửa Sài Gòn - Mỹ Tho những năm cuối thế kỷ 19 đầu thế kỷ 20, được học giả Vương Hồng Sển ghi lại trong cuốn "Sài Gòn năm xưa" như: 
"... Mười giờ tàu lại Bến Thành
xúp lê vội thổi, bộ hành lao xao...".
Đây được coi là một tuyến xe lửa lịch sử khi đã chứng kiến những thăng trầm của gần 100 năm Pháp đô hộ Việt Nam. Tuyến xe lửa này đã chở nông dân Nam bộ hoạt động trong những ngày Cách mạng Tháng Tám. Nhiều nhân vật lịch sử nổi tiếng như giáo sư Trần Văn Khê, ông lớn lên ở Mỹ Tho và đi học ở Sài Gòn. Giáo sư Khê thường xuyên đi lại bằng xe lửa tuyến này, ông và gia đình từng có nhiều kỷ niệm gắn bó với con đường này. Ông Trần Văn Giàu, Bí thư Xứ ủy Nam Kỳ đã đi chuyến xe lửa sớm của tuyến này để về Tân An tổ chức khởi nghĩa vào ngày 21 tháng 8 năm 1945. Ngày 25 tháng 8 năm 1945 người dân Tân An, Mỹ Tho và các tỉnh miền Tây đã đổ xô đi xe lửa về Sài Gòn chờ dự Lễ Độc lập ngày 2 tháng 9 năm 1945.

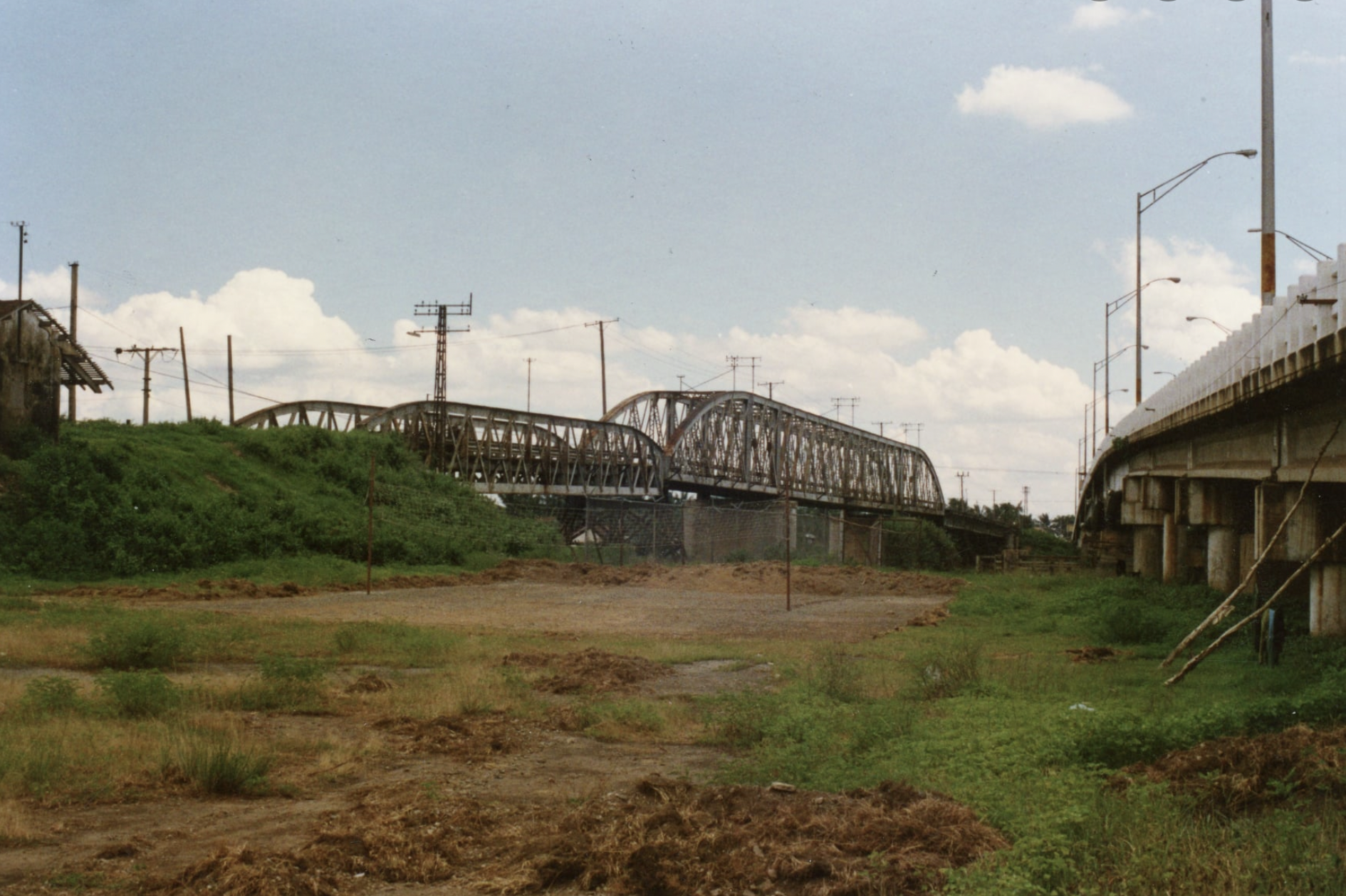
Cầu sắt Tân An (đã tháo dỡ)

Theo nhiều nhà sử học đánh giá, nếu tuyến xe lửa không dừng lại ở Mỹ Tho mà còn kéo dài thêm về miền Tây, đến Cần Thơ và qua Phnôm Pênh như dự tính ban đầu, thì giao thương trong vùng Đồng bằng sông Cửu Long đã sớm phát triển, chứ không bị lạc hậu kéo dài. Cũng nhờ có tuyến đường sắt này mà vị thế của đô thị Mỹ Tho trở nên nổi trội hơn cả so với các đô thị khác ở miền Tây, kể cả Cần Thơ.